# نمایش مولودی‌خوانی

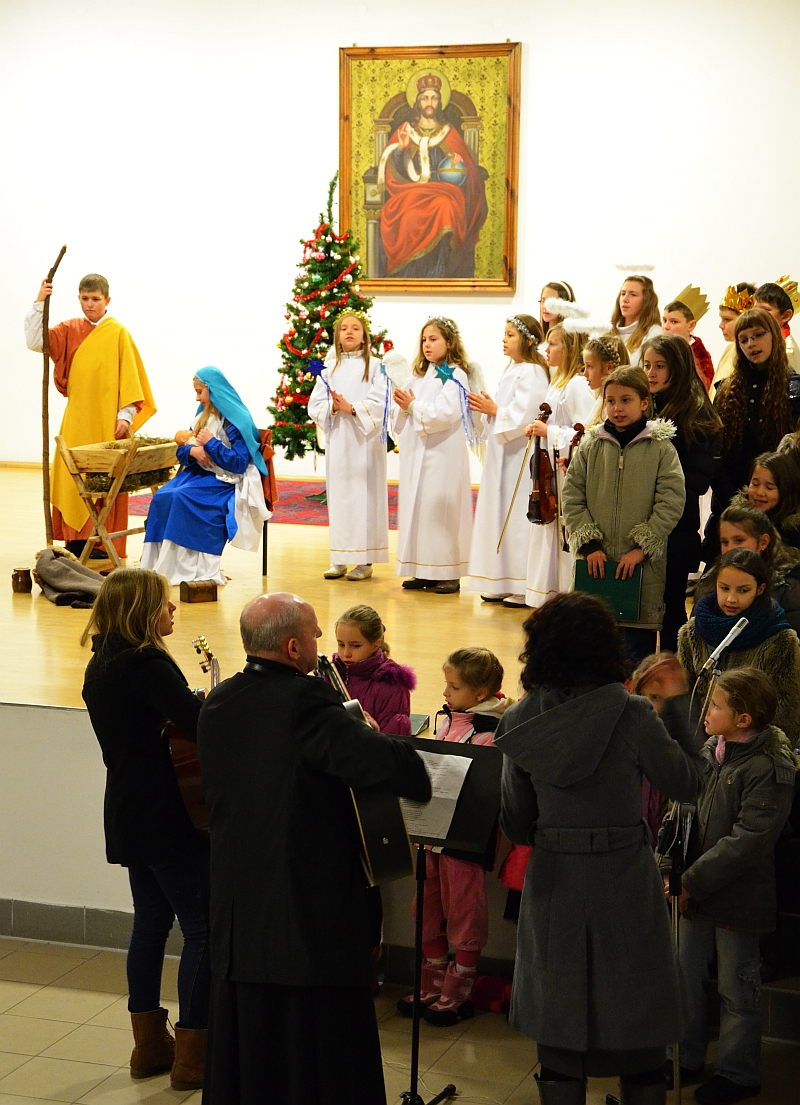
نمایش مولودی‌خوانی در سانوک، لهستان، ۲۰۱۳

نمایش مولودی‌خوانی (به انگلیسی: Nativity play) نوعی نمایشنامه است که داستان ولادت عیسی را شرح می‌دهد. این نمایش‌ها معمولاً به‌وسیلهٔ کودکان در کریسمس، جشن گرامیداشت زادروز عیسی، انجام می‌شود.